# Maik Mertens
Maik Mertens (* 10. April 1977 in Gütersloh) ist ein ehemaliger deutscher Basketballspieler. Der 2,12 Meter große Innenspieler bestritt 18 Bundesliga-Begegnungen für den Oldenburger TB und war Juniorennationalspieler.

## Laufbahn
Mertens stammt aus der Jugend des Gütersloher TV und spielte für die Paderborn Baskets in der 2. Basketball-Bundesliga, ehe er ab Dezember 1997 und bis Saisonende 1998/99 für die Mannschaft der San José State University spielte. Er kam in 38 Spielen der NCAA zum Einsatz und erzielte im Schnitt 1,8 Punkte pro Partie. Von 1999 bis 2001 spielte Mertens dann für die University of Sioux Falls in der NAIA.
Im August 2001 wurde er vom Bundesligisten Oldenburger TB verpflichtet, kam über die Rolle des Ergänzungsspielers aber nicht hinaus und wurde in 18 Bundesliga-Partien durchschnittlich weniger als drei Minuten lang eingesetzt. In der Saison 2002/03 stand Mertens beim Zweitligisten USC Freiburg unter Vertrag, wo er deutlich größere Spielzeit erhielt. 2003 verließ Mertens das Breisgau und ging zum Regionalligisten TSVE Bielefeld, mit dem er 2007 Meister der West-Staffel wurde und in die 2. Bundesliga ProB aufstieg und dort ebenfalls für den Verein spielte. Nach 2008 war Mertens wieder für seinen Heimatverein Gütersloher TV in der Oberliga aktiv.

### Nationalmannschaft
Mertens spielte im Altersbereich U22 in der deutschen Juniorennationalmannschaft an der Seite von Dirk Nowitzki.